# Santiago Stieben
Santiago Lautaro Stieben (Buenos Aires, 15 de agosto de 1985) é um ator e produtor argentino.

## Filmografia
| Ano       | Título                 | Papel            | Notas                      |
| --------- | ---------------------- | ---------------- | -------------------------- |
| 1996–1998 | Chiquititas            | Luís "Roña"      | Co-Protagonista            |
| 1999      | Chiquititas 99         | Santiago "Tiago" | Co-Protagonista            |
| 2000      | Tiempo final           |                  |                            |
| 2002      | Los simuladores        |                  |                            |
| 2005      | Media final            |                  |                            |
| 2008      | Disney Planet          | Ele Mesmo        | Apresentador               |
| 2008      | Mujeres asesinas       |                  |                            |
| 2009      | Los Exitosos Pells     |                  |                            |
| 2011–2013 | Cuando toca la campana | Ramiro           | 10 episódios               |
| 2014      | Junior Express         | Salvador         |                            |
| 2016      | Jungle Nest            | Jeff Bilbao      |                            |
| 2016      | Sou Luna               | Arcade           | Participação (1°temporada) |
| 2017      | Once                   | Vitto            | Elenco Adulto              |